# Vuk Jeremić
Vuk Jeremić (Belgrado, 3 luglio 1975) è un politico serbo.
È stato ministro degli esteri dal 2007 al 2012; durante il suo mandato il Kosovo ha dichiarato la propria indipendenza dalla Serbia e la Serbia è stata riconosciuta ufficialmente come candidato all'ingresso nell'Unione europea. Nel 2012 Jeremić presiede la sessione annuale dell'Assemblea Generale delle Nazioni Unite.

## Biografia

### Estrazione e formazione
Jeremić ha in parte origini serbe e in parte origini bosniache. Da parte materna, discende da una delle più potenti famiglie bosgnacche ai tempi della Jugoslavia socialista, mentre il padre di Jeremić era l'amministratore delegato dell'importante compagnia petrolifera statale Jugopetrol. Oggi è sposato con la giornalista Nataša Jeremić..
Jeremić frequentò parte della scuola superiore a Belgrado, dove ebbe per un breve periodo Boris Tadić come insegnante, ma completò gli studi a Londra. Si laureò in fisica teorica presso il Queens' College dell'Università di Cambridge. Iniziò un dottorato in matematica finanziaria presso l'università di Londra, lavorando anche per Deutsche Bank e AstraZeneca. Successivamente conseguì un master in amministrazione pubblica nello sviluppo internazionale alla School of Government della Harvard University. 

### Carriera politica
Jeremić si impegnò nell'opposizione al governo di Slobodan Milošević. Dopo le dimissioni di Milošević nell'ottobre 2000, Jeremić rientrò in patria per lavorare come consulente del ministero delle telecomunicazioni. Nel giugno 2003 lavorò al ministero della difesa e fu inviato speciale per gli affari euro-atlantici. Tra il luglio 2004 e il maggio 2007 fu consulente per la politica estera del Presidente della repubblica Boris Tadić.
Nel febbraio 2004 Jeremić fu nominato presidente della commissione per gli affari esteri del Partito Democratico e nel febbraio 2006 entrò a far parte della direzione del partito.

#### Ministro degli esteri
Il 15 maggio 2007 Jeremić fu nominato ministro degli esteri nel governo guidato da Vojislav Koštunica. Fu riconfermato anche nel governo guidato da Mirko Cvetković e svolse l'incarico fino al 2012. Tra il maggio e il novembre 2007 presiedette il Comitato dei ministri del Consiglio d'Europa.
Durante il suo mandato, nel 2008 il Kosovo dichiarò la propria indipendenza. Jeremić si impegnò per limitare il riconoscimento internazionale dell'indipendenza, definendola illegale. Jeremić ha dichiarato di avere preso 1000 voli nei primi 1500 giorni del suo mandato, e di avere visitato più di 100 stati: a causa della sua attività frenetica, The Economist definì "agli steroidi" la diplomazia serba. Jeremić invitò la Corte internazionale di giustizia a pronunciarsi sulla legalità della dichiarazione di indipendenza del Kosovo, ma la Corte la definì legale e Jeremić fu severamente criticato dall'opposizione.
I giudizi sull'operato di Jeremić sono contrastanti, dato che è stato molto apprezzato da alcuni e molto criticato da altri. Pur non essendo riuscita a bloccare la secessione del Kosovo, l'azione di Jeremić ha contribuito a limitare il riconoscimento internazionale del nuovo stato. Jeremić ha inoltre ottenuto per la Serbia il riconoscimento da parte dell'Unione europea dello status di paese candidato all'adesione. La sua politica estera ha rafforzato in maniera molto considerevole i rapporti tra la Serbia e i paesi confinanti, e tra la Serbia e numerosi altri paesi del mondo. Nel settembre 2011 Jeremić ospitò a Belgrado la cerimonia per la celebrazione dei primi 50 anni di esistenza del movimento dei paesi non allineati.

#### Presidente dell'Assemblea Generale dell'ONU
L'8 giugno 2012 Jeremić è stato eletto presidente della sessione annuale dell'Assemblea Generale delle Nazioni Unite, nonostante l'opposizione di vari stati occidentali. Ha ottenuto 99 voti, mentre il suo avversario lituano ne ha ottenuti 85.
Nel 2013 in conflitto con la leadership ha abbandonato il Partito Democratico.

### Presidente della federazione tennistica serba
Jeremić è presidente della federazione tennistica serba.